# Daviesa
Daviesa is een geslacht van spinnen uit de  familie van de Amaurobiidae (nachtkaardespinnen).

## Soorten
- Daviesa gallonae (Davies, 1993)
- Daviesa lubinae (Davies, 1993)